# Різокарпон
Різокарпон (Rhizocarpon) — рід лишайників родини Rhizocarpaceae. Назва вперше опублікована 1805 року.

## Опис
Рід поширений в арктично-альпійських середовищах, але також зустрічається в помірних, субтропічних і навіть тропічних регіонах. Вони відомі як "лишайник-мапа" через зовнішній вигляд колоній, що формують візерунок, схожий на карту, як у Rhizocarpon geographicum.

## Гелерея

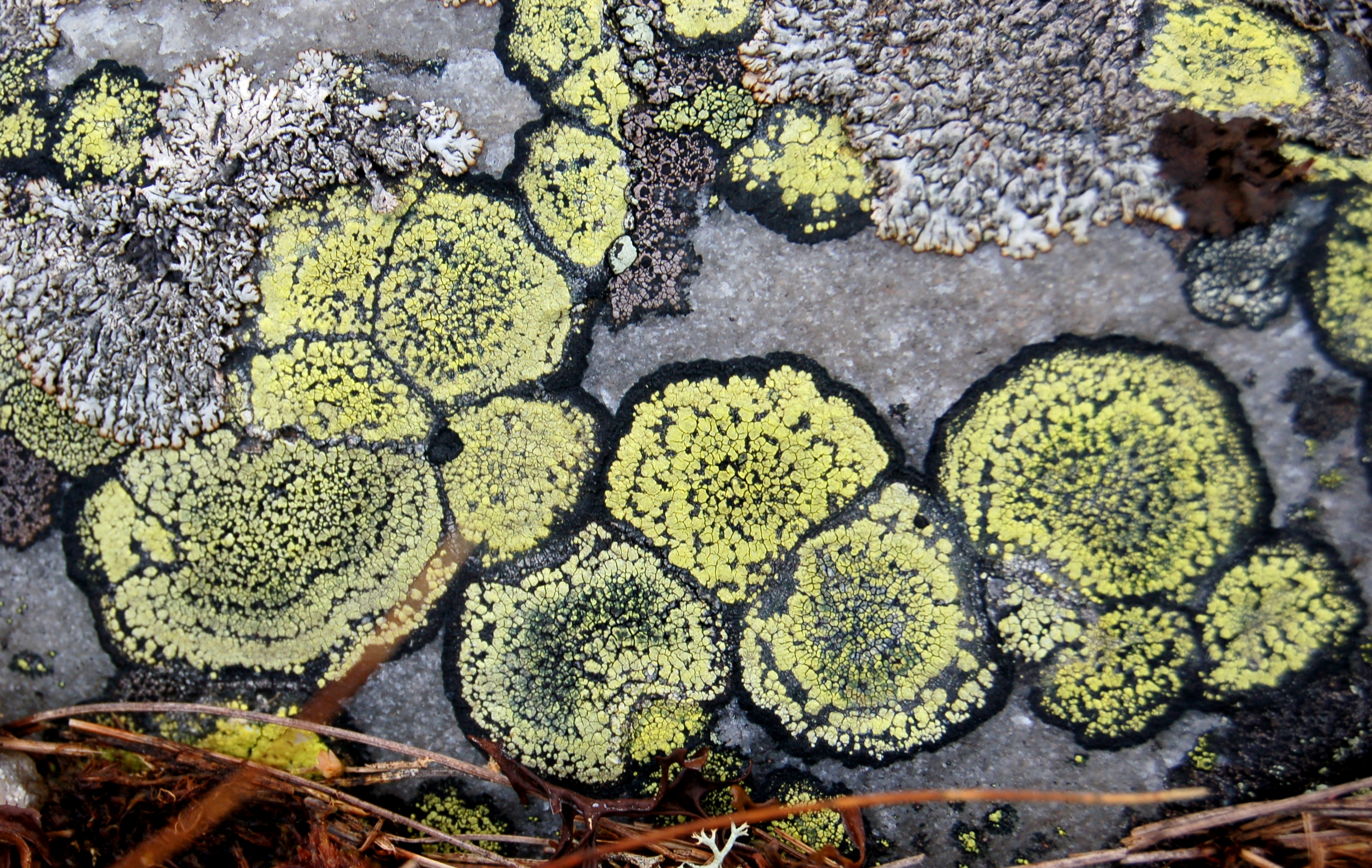
Rhizocarpon geographicum
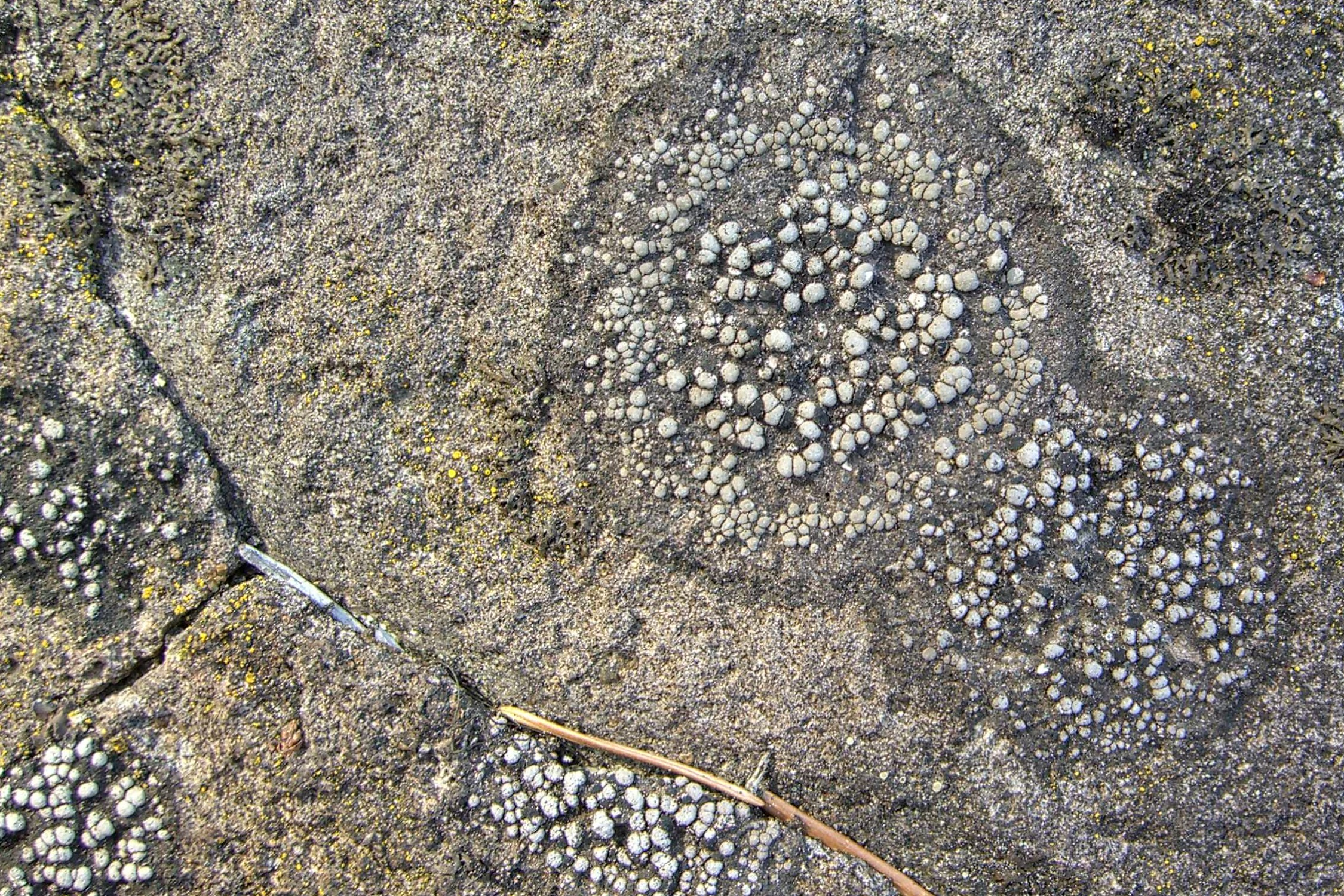
Rhizocarpon eupetraeum
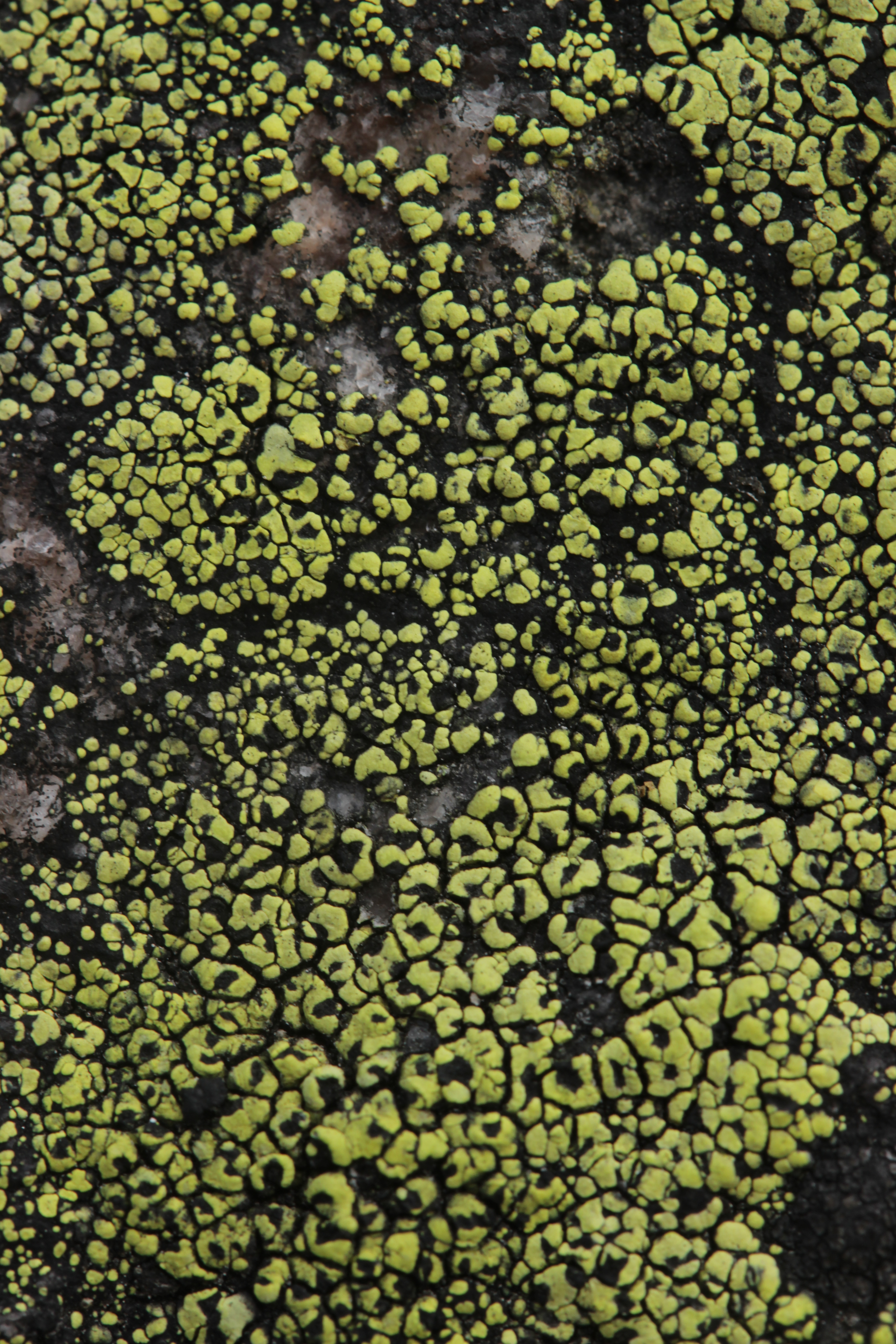
Rhizocarpon lecanorinum